# Momoca
momoca（モモカ、別名義 中西 桃華、本名 中西 桃子、2月3日 - ）は日本の女性シンガーソングライター。福岡県京都郡みやこ町出身。音楽レーベルはREGALO MUSIC所属。
Rock × Cute＝RocCute（ロッキュート）がコンセプトのパワフルシンガー。ソロだけでなく、バンド編成「 モモカルテット 」でもライブ活動中。
シンガーをメインに、ナレーターや声優、舞台女優、ラジオMCや撮影モデル、1日警察署長など、幅広く活動。
2017年4月に名義をmomocaに変更。

## ディスコグラフィー

### CD
- 1st mini album「CAPTURE」(2019年10月26日) レーベル：Space Asia Label

収録曲
1. ヒトリヨガリ
2. 恋愛サイコゲーム
3. 弱気なHERO
4. GREEN
5. 革命的パラダイム
6. Liar luv game
- 2nd album「StarT UP」(2023年2月3日) レーベル：ルナーレーベルズ

収録曲
1. New Universe
2. Leave for
3. 星屑ノスタルジー
4. シオン
5. あと何回
6. イイタイコト
7. Rain
8. START!!!
- single「Fly High 舞い上がれ」(2024年2月3日) レーベル：Regalo Music

収録曲
1. Fly High 舞い上がれ
2. Peachy!
3. Discharge

### 配信リリース
- single「やさしい太陽」(2024年12月24日)
- single「All For You」(2025年2月26日)

### その他
- 「SPIRAL DAYS」(2017年) - シンデレラブレイド3挿入歌・セラフィのCV
- 「SAKURAスキップ ハピネスmix」 - (2019年）KONAMI 「SOUND VOLTEX」

## 舞台
- 2017.12.6〜10 タタカッテシネ第4.5回公演『燈火の中､貴方を想ふ』(@劇場HOPE)
- 2018.7.11〜16 タタカッテシネ＆トキヲイキル合同公演『瀬戸内少女ラジオ局』(@新宿COFRELIO)
- 2021.12.15〜20 『GO,JET!GO!GO! PL1』(@東日本橋A-Garage)

## ラジオ
- サタマニ♪（2018年4月 - 2019年3月、レインボータウンFM）
- Music Gift（2025年4月 - 、市川うららFM）

## ライブ
- 2017.4.20 デビューライブ「momoca × 4TUNE Girls Orchestra 2man LIVE!! Vol,1」(@六本木VARIT.)
- 2020.2.2 初ワンマンライブ「momoca birthday one man live」(＠下北沢MOSAiC)
- 2022.9.23 アコースティックワンマンライブ「momoca Acoustic one man LIVE 〜The PREMIUM MOMO'S〜 」(@大塚Welcome back)
- 〜momoca StarT UP tour〜
  - 2023.2.2 「StarT UP」レコ発ライプ(@初台DOORS)
  - 2023.2.10 (@名古屋SPADE BOX)
  - 2023.3.3 (@甲府KING RAT)
  - 2023.3.4 (@甲府湯村Feel Rock CAFE)
  - 2023.3.19 (@名古屋HeartLand)
  - 2023.3.21 (@下北沢Live HOLIC)
  - 2023.4.15 (@函館ARARA)
  - 2023.4.16 (@札幌CLUB ANiMA)
  - 2023.4.30 (@大阪枚方sweetmusic ReMEMBERS)
  - 2023.5.1 「StarT UP」リリースイベント(@ヨドバシカメラマルチメディア梅田)
  - 2023.5.3 (@柏DOMe)
  - 2023.5.4 (@茨城常陸多賀PARTY✕PARTY)
  - 2023.5.12 (@福岡Queblick)
  - 2023.6.18 Final -またここからSTART!!!-(@下北沢MOSAiC)
- 2023.10.29 ワンマンライブ「CDデビュー4周年記念ライブ モモカルテット」(＠池袋 LIVE INN ROSA)
- 2024.8.3 無料ワンマンライブ「Free for All」(@渋谷CLUB ROSSO)
- 〜momoca Road to one man LIVE 毎月主催5本勝負〜
  - 2024.9.4 1本目 「九州美人祭」(@navey floor AKASAKA)
  - 2024.10.2 2本目「対バン！桃vs光vs月vs輝」(@吉祥寺SHUFFLE)
  - 2024.11.6 3本目「派手髪女子Night」(@navey floor AKASAKA)
  - 2024.12.15 4本目 「アコースティックガールズ」(@大塚Welcome back)
  - 2025.1.17 5本目 「momoca's Kitchen」(@吉祥寺SHUFFLE)
  - 2025.2.2 ワンマンライブ「momoca one man LIVE All For You」(@渋谷eggman)
  - 2025.6.15開催予定 「momoca meets Jazz -モモクインテット-」(渋谷CLUB ROSSO)